# Дивізія «Генерал Герінг»
Диві́зія «Генера́л Ге́рінг» (нім. Division General Göring) — змішана дивізія, з'єднання Люфтваффе за часів Другої світової війни. Входила до складу, так званих дивізій Германа Герінга.

## Історія
Дивізія «Генерал Герінг» розпочала формування в жовтні 1942 на території Франції у містечку Коньяк на основі бригади «Генерал Герінг». До складу дивізії також увійшли 5 000 добровольців з Люфтваффе і та 5-го парашутного полку, що набирався із залишків трьох різних десантних частин, які билися на Криті і на Східному фронті.

## Райони бойових дій
- Франція та Італія (жовтень 1942 — січень 1943);
- Північна Африка (січень — травень 1943).

## Командування

### Командири
- генерал-майор Пауль Конрат (15 жовтня 1942 — 20 травня 1943).

## Нагороджені дивізії
Нагороджені дивізії
|  | Кавалери Золотого Німецького Хреста                                                                      | 12 |
|  | Кавалери Лицарського хреста Залізного хреста                                                             | 8  |
|  | Кавалери Почесної Відзнаки Сухопутних військ «Почесна пряжка на орденську стрічку для Сухопутних військ» | 1  |